# Gerardus Willem Hendrik Esselink

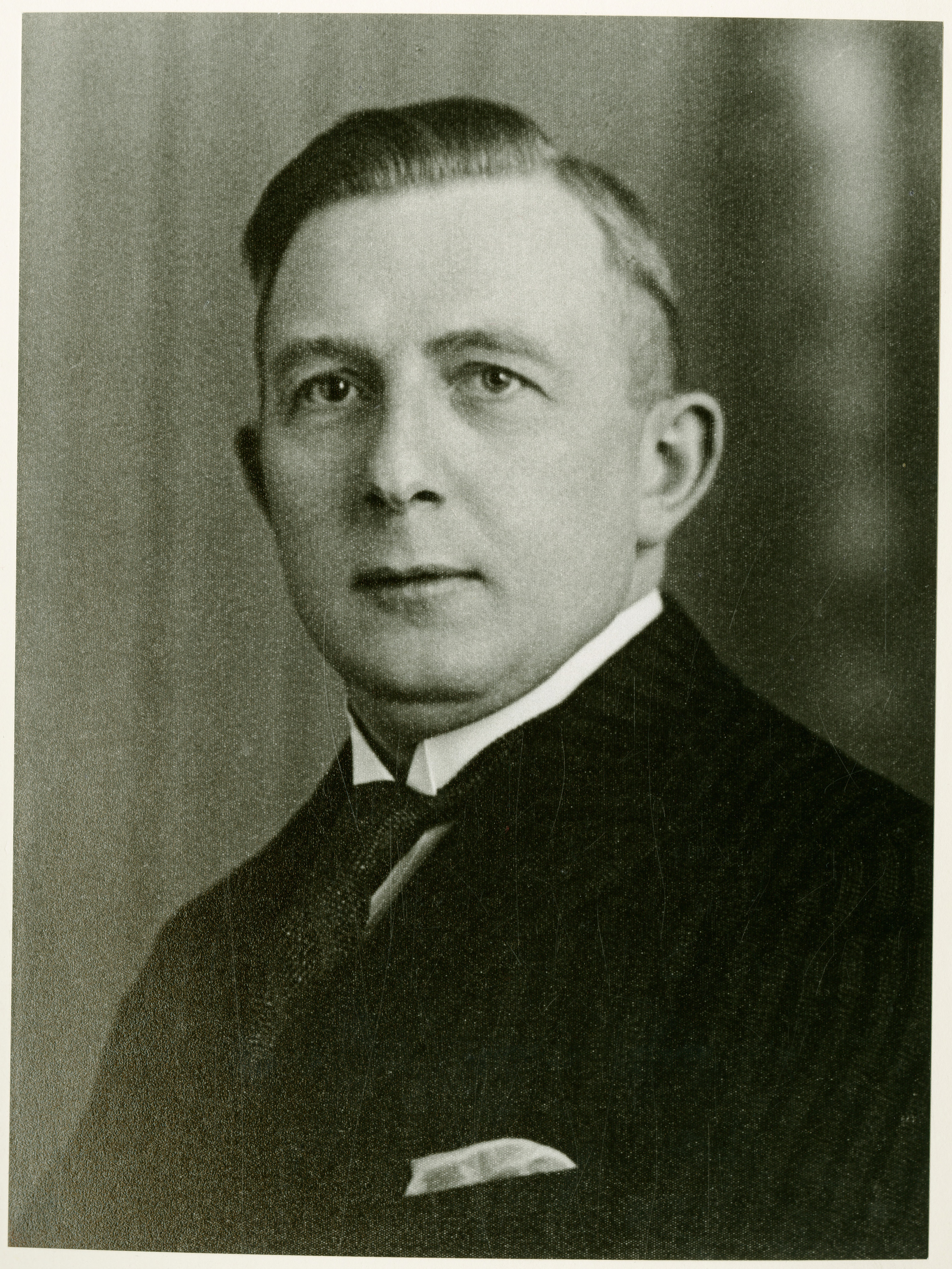
Burgemeester G.W.H. Esselink

Gerardus Willem Hendrik Esselink (Sliedrecht, 18 augustus 1894 – Renkum, 24 september 1966) was een Nederlands politicus.
Hij werd geboren als zoon van Gradus Willem Hendrik Esselink (1854-1916; predikant) en Aletta Maria Filippo (1859-1950). Hij was ambtenaar bij de gemeentesecretarie van Delfzijl voor hij in 1917 de gemeentesecretaris van Adorp werd. In 1923 volgde daar zijn benoeming tot burgemeester en in 1933 werd hij de burgemeester van Ferwerderadeel. Nadat hij in november 1944 was afgezet kreeg Ferwerderadeel een pro-Duitse burgemeester. Na de bevrijding in april 1945 kon Esselink terugkeren als burgemeester. Hij zou die functie blijven vervullen tot zijn pensionering in september 1959.
Esselink overleed in 1966 op 72-jarige leeftijd.